# Chthamalus fragilis
Chthamalus fragilis är en kräftdjursart som beskrevs av Darwin 1854. Chthamalus fragilis ingår i släktet Chthamalus och familjen Chthamalidae. Inga underarter finns listade i Catalogue of Life.